# 오산시의 마천루 목록
대한민국 경기도 오산시의 마천루 목록이다. 대한민국의 「초고층 및 지하연계 복합건축물 재난관리에 관한 특별법」에 따르면 '초고층 건축물' 이란 층수가 50층 이상 또는 높이가 200m 이상인 건축물을 말한다.

## 마천루 순위
본 목록은 완공되었거나, 상량식을 끝낸 마천루이다.
| 순위 | 이름                         | 사진 | 위치     | 높이 | 층수 | 완공 연도 | 비고                                  |
| ---- | ---------------------------- | ---- | -------- | ---- | ---- | --------- | ------------------------------------- |
| 1=   | 오산 현대테라타워 CMC A동    |      | 가수동   | 146m | 29층 | 2023년    | 현재 오산시에서 가장 높은 마천루이다. |
| 1=   | 오산 현대테라타워 CMC B동    |      | 가수동   | 146m | 29층 | 2023년    | 현재 오산시에서 가장 높은 마천루이다. |
| 3=   | 오산역 영무파라드 101동      |      | 원동     | 102m | 29층 | 2022년    | [ 2 ]                                 |
| 3=   | 오산역 영무파라드 102동      |      | 원동     | 102m | 29층 | 2022년    | [ 3 ]                                 |
| 3=   | 오산역 영무파라드 103동      |      | 원동     | 102m | 29층 | 2022년    | [ 4 ]                                 |
| 3=   | 오산역 영무파라드 104동      |      | 원동     | 102m | 29층 | 2022년    | [ 5 ]                                 |
| 7=   | 서동탄역 더샵 파크시티 101동 |      | 외삼미동 | 93m  | 29층 | 2019년    | [ 6 ]                                 |
| 7=   | 서동탄역 더샵 파크시티 102동 |      | 외삼미동 | 93m  | 29층 | 2019년    | [ 7 ]                                 |
| 7=   | 서동탄역 더샵 파크시티 105동 |      | 외삼미동 | 93m  | 29층 | 2019년    | [ 8 ]                                 |
| 7=   | 서동탄역 더샵 파크시티 106동 |      | 외삼미동 | 93m  | 29층 | 2019년    | [ 9 ]                                 |
| 7=   | 서동탄역 더샵 파크시티 107동 |      | 외삼미동 | 93m  | 29층 | 2019년    | [ 10 ]                                |
| 7=   | 서동탄역 더샵 파크시티 114동 |      | 외삼미동 | 93m  | 29층 | 2019년    | [ 11 ]                                |
| 7=   | 서동탄역 더샵 파크시티 115동 |      | 외삼미동 | 93m  | 29층 | 2019년    | [ 12 ]                                |
| 7=   | 서동탄역 더샵 파크시티 116동 |      | 외삼미동 | 93m  | 29층 | 2019년    | [ 13 ]                                |
| 7=   | 서동탄역 더샵 파크시티 118동 |      | 외삼미동 | 93m  | 29층 | 2019년    | [ 14 ]                                |
| 16=  | 서동탄역 더샵 파크시티 103동 |      | 외삼미동 | 90m  | 28층 | 2019년    | [ 15 ]                                |
| 16=  | 서동탄역 더샵 파크시티 109동 |      | 외삼미동 | 90m  | 28층 | 2019년    | [ 16 ]                                |
| 16=  | 서동탄역 더샵 파크시티 110동 |      | 외삼미동 | 90m  | 28층 | 2019년    | [ 17 ]                                |
| 16=  | 서동탄역 더샵 파크시티 111동 |      | 외삼미동 | 90m  | 28층 | 2019년    | [ 18 ]                                |
| 16=  | 서동탄역 더샵 파크시티 112동 |      | 외삼미동 | 90m  | 28층 | 2019년    | [ 19 ]                                |

## 같이 보기
- 오산시
- 마천루 목록
- 아시아의 마천루 목록
- 대한민국의 마천루 목록